# Hella Jongerius
Hella Jongerius, nizozemska industrijska oblikovalka, * 30. maj 1963, De Meern pri Utrechtu, Nizozemska.

## Življenje
Po zaključku mizarstva je 1988–1993 študirala oblikovanje na Akademiji za oblikovanje Eindhoven, nato pa sodelovala pri nekaj projektih z oblikovalskim kolektivom Droog Design iz Amsterdama. Leta 1993 je ustanovila lastno podjetje Jogeriuslab z ateljejem v Rotterdamu, od 2008 pa ima svoje prostore tudi na Kastanienallee v Berlinu. 1998–1999 je na Akademiji za oblikovanje Eindhoven predavala industrijsko oblikovanje in bila 2000–2004 vodja oddelka  Living/Atelier. Njeni naročniki so Maharam (New York), KLM (Nizozemska), Vitra (Švica), IKEA (Švedska), Camper (Španija), Nymphenburg (Nemčija) in Royal Tichelaar Makkum (Nizozemska). Njeni izdelki so razstavljeni v več galerijah in muzejih: Cooper Hewitt National Design Museum (New York), MoMA (New York), Stedelijk Museum (Netherlands), Museum Boijmans Van Beuningen (Rotterdam), Design Museum (London), Galerie KREO (Paris) in Moss gallery (New York).

## Delo
Ukvarja se s tkaninami, keramiko in pohištvom. Značilnost njenega sloga je združevanje nasprotij: sodobne in natančne tehnike izdelave in množično proizvodnjo povezuje s preprostim ročnim delom in edinstvenostjo obrti, prepleta sodobno in ustaljeno. Odlikuje ga tudi izrazita plastičnost: trdo usnje je zvito v svitke, barva je polita po keramiki, keramični delci pa prišiti na bombažne krpe, korita so iz gume. Zelo rada dela s tkaninami, saj le-te že predstavljajo oblikovalski dosežek, ki ga sama le še nadgradi. Po kritikinji New York Timesa Alice Rawsthorn je največji dosežeke Helle Jongerius, da "prinaša čutnost in prefinjenost v sicer sterilno industrijsko oblikovanje", razglašajo pa jo tudi za ikono nizozemskih umetnikov iz šestdesetih.
Leta 2012 je oblikovala sedeže in notranjost za poslovni razred KLM-ovega Boeinga 747, nato pa nadaljevala tudi za ekonomski razred KLM-ovega 777 in Dreamlinerjevih letal. 2013 je z arhitektom Remom Koolhaasom preuredila Severno delegatsko preddverje sedeža Združenih narodov v New Yorku. Za nymphenburško tovarno porcelana je oblikovala serije Nymphenburške skice, Štirje letni časi in Živalske sklede. V sodelovanju s Koninklijke Tichelaar Makkum je ustvarila "Barvne vaze, serije 3", ki so nekakšna študija barv: preproste vaze so obarvane z enim izmed 150 tradicionalnih temeljnih loščev, zgornji del pa je obarvan s sintetičnim loščem enotne barve, ki ga pa prekrivajo po štiri raznobarvni pasovi laka.